# Ingegerd Eriksson
Ingegerd "Sudden" Eriksson, född i Stugun 1932, död 17 mars 2004 i Kälarne, Jämtland, var en svensk artist och låtskrivare.

## Diskografi

### Album
- 1996 - Livet, kärleken, solen och miljön

### Singlar
- 1988 - Vildhussens blues
- okänt - Suddens travsång

## Fotnoter
1. 1 2  Sveriges dödbok 1860–2016, Sveriges Släktforskarförbund, ISBN 978-91-88341-28-0.[källa från Wikidata]